# Станица метроа Стоквел
Стоквел (енгл. Stockwell tube station) је станица лондонског метроа у другој наплатној зони. Користе је Викторија линија и Северна линија. Налази се у општини Ламбет.
Станицу Стоквел свечано је отворио тадашњи принц од Велса, будући краљ Едвард VII, 4. новембра 1890. Станица је била најјужнија тачка прве дубинске линије подземне која се звала Сити и Саут Лондон Рејлвеј. Тадашња станица имала је само један перон у виду острва са чије су се обе стране заустављали возови. Ова првобитна платформа је и данас очувана, и иако се не користи, возови и даље пролазе поред ње.
Изградњом продужетка линије до Клепхем Комона 1900. Стоквел је престао да буде крајња станица за возове. За ове потребе станица је модификована додатком додатног перона на другом нивоу, изградњом степеница и лифта. Следећа велика модернизација, 1923, је такође била услед проширења линије (овај пут до Мордена) након чега је првобитна зграда станице замењена новом, приближно истом, док су већи радови изведени на перонима који су проширени и прилагођени употреби за појединачни воз, за разлику од претходне (за лондонски метро неконвенционалне) поставке.
Испод станице су за време Другог светског рата изграђена склоништа које се налазе на већој дубини од тренутних платформи. Имала су капацитет за око 1.600 људи и била су доступна и кроз засебне улазе и кроз тадашњу станицу. Изградња ових склоништа завршена је 1942. и користила их је Влада до 1944. тако да су као јавна склоништа била употребљавана само годину дана. Њихова инфраструктура и даље стоји али је тренутна употреба непознаница.
Изградњом Викторија линије 1971, станица је добила додатне два перона, а зграда станице је порушена и изграђена је нова. Некадашња зграда имала је куполу и два лифта које су у новој замениле покретне степенице.
Данас је у употреби укупно 4 перона, по два за сваку линију, а кроз Стоквел годишње прође 8,36 милиона људи.
Станица је у новијој историји остала запамћена по инциденту када је неколико полицијаца у цивилу на на њој устрелило британског држављанина бразилског порекла који је трчао према возу, под сумњом да је терориста. Инцидент се одиграо 22. јула 2005, само дан после четири неуспела покушаја напада на лондонски метро. Касније се испоставило да усмрћени човек није ни на који начин био повезан са нападима.
| Претходна станица | Линија метроа | Линија метроа | Линија метроа | Следећа станица |
| ----------------- | ------------- | ------------- | ------------- | --------------- |
| Брикстон          |               | Викторија     |               | Воксол          |
| Клепхем Норт      |               | Северна       |               | Овал            |